# Бялково (Мазовецьке воєводство)
Бялково (пол. Białkowo) — село в Польщі, у гміні Радзаново Плоцького повіту Мазовецького воєводства.
Населення — 175 осіб (2011).
У 1975-1998 роках село належало до Плоцького воєводства.

## Демографія
Демографічна структура станом на 31 березня 2011 року:
|          | Загалом | Допрацездатний вік | Працездатний вік | Постпрацездатний вік |
| -------- | ------- | ------------------ | ---------------- | -------------------- |
| Чоловіки | 89      | 15                 | 63               | 11                   |
| Жінки    | 86      | 18                 | 51               | 17                   |
| Разом    | 175     | 33                 | 114              | 28                   |